# 埃沃納 (密蘇里州)
埃沃納（英語：Evona）是位於美國密蘇里州金特里縣的非建制地區。

## 歷史
埃沃納的郵局於1880年設立，其後於1935年停運。

## 地理
埃沃納所處的海拔為高於海平面257米（即843英呎），而該地所採用的時區為UTC-6，即北美中部時區（CST）。同時該地設有夏令時間，為UTC-6調快一小時，即UTC-5（CDT）。